# Matang Bangka
Matang Bangka is een bestuurslaag in het regentschap Bireuen van de provincie Atjeh, Indonesië. Matang Bangka telt 425 inwoners (volkstelling 2010).